# Download to Donate
Download to Donate (Tải xuống để quyên góp) là một chương trình của Music for Relief, một tổ chức phi lợi nhuận được Linkin Park thành lập vào năm 2005 nhằm giúp đỡ các nạn nhân thiên tai có thể phục hồi. Cho đến nay, chương trình đã phát hành ba album tổng hợp: 2 để hỗ trợ trận động đất năm 2010 ở Haiti và 1 cho trận động đất và sóng thần Tōhoku năm 2011. Một số nghệ sĩ khác nhau đã đóng góp các bài hát cho album, và ban nhạc khuyến khích mọi người tải các bài hát xuống, bằng cách đó số tiền thu được sẽ dành cho các nỗ lực cứu trợ thiên tai; hoặc đơn giản  hơn là quyên góp bất kỳ số tiền nào cho lý tưởng.

## Download to Donate for Haiti
Download to Donate for Haiti (Tải xuống để quyên góp cho Haiti) là một album tổng hợp của Music for Relief, tổ chức phối hợp cùng với Quỹ Liên hợp quốc, Tổ chức Hỗ trợ Gia cư Habitat và BAMA Works của Ban nhạc Dave Matthews để cung cấp thực phẩm, nước, vật tư y tế và nhà ở chắc chắn cho những người bị ảnh hưởng bởi trận động đất năm 2010 ở Haiti. Mike Shinoda và Enrique Iglesias đã quảng bá các album trên Larry King Live. Album đã thu được khoảng 270.000 đô la với 115.000 lượt tải xuống.

## Download to Donate forHaiti V2.0
Trên trang web chính thức của Music for Relief, tổ chức tiết lộ rằng sẽ có một phiên bản cập nhật/phần tiếp theo của Download to Donate for Haiti, được gọi là Download to Donate for Haiti V2.0, sẽ được phát hành vào ngày 11 tháng 1 năm 2011. Một số bài hát từ album Download to Donate for Haiti đầu tiên được bao gồm trong album. Quỹ đã quyên góp được hơn 26.000$. Các khoản quyên góp sẽ hỗ trợ các tổ chức Artists for Peace and Justice, charity: water, Direct Relief, Partners In Health và Quỹ Liên hợp quốc, cũng như tái thiết và cung cấp thực phẩm, nước và chăm sóc y tế ở Haiti.
Vào ngày 22 tháng 2 năm 2011, các thành viên Linkin Park là Chester Bennington, Brad Delson, Joe Hahn và Rob Bourdon đã cùng với Tổng thư ký Liên Hợp Quốc Ban Ki-moon tham gia cuộc thảo luận trên Facebook Town Hall về chủ đề công việc của ban nhạc trong vấn đề nâng cao nhận thức đối với Haiti. Người hâm mộ cũng được khuyến khích tham gia vào chiến dịch Download to Donate.
Các bài hát không còn có sẵn để tải xuống từ ngày 10 tháng 12 năm 2011. Music for Relief đã chọn ra Haitian Education and Leadership Program (Chương trình Giáo dục và Lãnh đạo Haiti), hay gọi tắt HELP, một chương trình cung cấp giáo dục đại học cho thanh niên Haiti, làm người thụ hưởng cuối cùng của số tiền gây quỹ thông qua Download to Donate for Haiti v2.0. Music for Relief vẫn nhận quyên góp cho Haiti.

## Download to Donate: Tsunami Relief
Download to Donate: Tsunami Relief  (Tải xuống để quyên góp: Cứu trợ sóng thần) (đôi khi được gọi là Download to Donate for Japan - Tải xuống để quyên góp cho Nhật Bản), ra mắt vào ngày 22 tháng 3 năm 2011, là album tổng hợp thứ ba của Download to Donate. Số tiền thu được khi cho tải các bài hát đã được chuyển đến Save the Children, tổ chức giúp đỡ các nạn nhân của trận động đất và sóng thần Tōhoku năm 2011. Các bài hát không còn có sẵn để tải xuống kể từ ngày 7 tháng 6 năm 2011.